# الکساندر میسنر
 الکساندر میسنر (آلمانی: Alexander Meissner؛ زاده ۱۴ سپتامبر ۱۸۸۳ درگذشته ۳ ژانویهٔ ۱۹۵۸) یک فیزیک‌دان اهل اتریش بود.